# Joyful Noise - Armonie del cuore
Joyful Noise - Armonie del cuore (Joyful Noise) è un film del 2012 scritto e diretto da Todd Graff.
Tra gli interpreti principali figurano con Queen Latifah, Dolly Parton, Keke Palmer e Jeremy Jordan.

## Trama
Dopo la morte del direttore del coro della chiesa di una piccola città in Georgia, Vi Rose, madre single di due ragazzi adolescenti, prende il controllo del coro. Ma la vedova del direttore G.G. Sparrow, che è anche la principale donatrice per la chiesa, crede che avrebbe dovuto essere lei a prendere il posto del marito. Grazie al direttore, il coro è giunto alle semifinali della competizione di "Joyful Noise".

## Distribuzione
Il film è stato distribuito nelle sale cinematografiche statunitensi il 13 gennaio 2012. In Italia è stato trasmesso in televisione nel dicembre 2015.

## Accoglienza

### Reazione critica
Su Rotten Tomatoes il film ha un indice di gradimento del 32% basato su 129 recensioni, con un voto medio di 4,70/10. Il consenso della critica del sito web recita: "I numeri musicali di Joyful Noise sono solidamente divertenti e beneficia della considerevole chimica di Queen Latifah e Dolly Parton; sfortunatamente, non sono sufficienti per compensare il resto del film". , il film ha un punteggio di 44 su 100, che indica "recensioni contrastanti o nella media".[5] Roger Ebert del Chicago Sun-Times ha descritto il film come "uno sgraziato assemblaggio di parti che non si incastrano, e la cosa strana è che non fa alcuno sforzo particolare per accontentare il suo pubblico di riferimento, che sembrerebbe essere gli amanti dei cori gospel. ." [6] Christy Lemire del The Boston Globe ha ritenuto che "se qualche incarnazione di Glee dovesse essere sviluppata per il Christian Broadcasting Network, probabilmente assomiglierebbe molto a Joyful Noise. [7] Peter Debruge di Variety afferma che "nonostante l'enorme volume di musica offerto, molto poco di esso sembra autentico - o particolarmente stimolante. i conflitti emergono sempre."[9] Alcuni critici hanno trovato cose positive da dire sul film. Richard Corliss della rivista Time ha affermato che "il critico che è in me può dichiarare autorevolmente che il film è una schifezza. Il fan in me ha mandato la sua maglietta in tintoria per la rimozione delle lacrime". Owen Gleiberman di Entertainment Weekly ha ritenuto che "il film è i numeri musicali sono orecchiabili e allegri e, nel loro modo brillante e solare, piuttosto pieni di sentimento. [12] Il film ha vinto l'Inspirational Country Music Awards 2012 Faith, Family, & Country Movie of the Year.[13]
Il film pare essere ''un'apoteosi della corrente evangelico-pentecostale'' ; un commento di M. L. Costa, gennaio, 2023.